# د کلاچ
د کلاچ (انگلیسی: The Clutch) گروهی از ترانه‌نویس و تهیه‌کننده موسیقی است که در آتلانتا، ایالات متحده آمریکا تشکیل شده‌است. آنها تهیه‌کننده و مسئول ایجاد یک سری از ترانه‌های موفقی از جمله «رادار» از بریتنی اسپیرز و «یک دختر تنها» از جاستین بیبر بوده‌اند. د کلاچ همچنین ترانه‌هایی را برای برخی از موفق‌ترین تهیه‌کنندگان موسیقی مدرن از جمله تیمبلند، دنجا، بلادشای اند اوانت و تریکی استوارت نوشته‌اند.